# Rebricea
Rebricea est une commune roumaine située dans le județ de Vaslui.